# Battaglia di Gettysburg
La battaglia di Gettysburg si svolse dal 1º al 3 luglio 1863 ed è considerata una delle battaglie più importanti della guerra di secessione americana, conclusa con una netta vittoria delle forze dell'Unione dell'Armata del Potomac, che arrestarono l'offensiva in Pennsylvania dell'esercito confederato dell'Armata della Virginia Settentrionale.
I Confederati, al comando del generale Robert E. Lee, superarono il fiume Potomac, invadendo la Pennsylvania per minacciare le vie di comunicazione e di rifornimento unioniste e costringere l'Armata del Potomac ad abbandonare il fronte virginiano ed accettare una battaglia decisiva in terreno sfavorevole ed in inferiorità tattica. Un grande successo confederato a nord del Potomac avrebbe potuto, secondo il presidente Jefferson Davis e il generale Lee, alleggerire la pressione federale su Vicksburg e favorire sviluppi politici favorevoli alla Confederazione.
La battaglia ebbe inizio inaspettatamente il 1º luglio con una serie di scontri imprevisti tra i reparti unionisti e quelli confederati, che nel corso della giornata sopraggiunsero sul campo di battaglia da varie direzioni. I combattimenti del primo giorno terminarono con il parziale successo dei confederati, che costrinsero il nemico a ripiegare, ma senza riuscire ad occupare le posizioni tatticamente dominanti sul campo di battaglia. Nel secondo giorno giunse sul campo di battaglia la maggior parte delle forze delle due armate; il generale Lee riprese i suoi attacchi sulle due ali dello schieramento nemico e raggiunse alcuni successi locali, ma non riuscì a conquistare le posizioni più importanti; gli Unionisti, guidati dal generale George G. Meade, nonostante errori tattici iniziali, si difesero accanitamente e respinsero gli assalti.
Il 3 luglio il generale Lee dovette scegliere, dopo il fallimento sostanziale dei suoi attacchi del 2 luglio sui due fianchi delle linee federali, tra un difficile attacco frontale al centro delle difese nemiche o la ritirata. Essendo in inferiorità numerica e senza speranza di rinforzi, mantenere la posizione senza prendere l'iniziativa avrebbe esposto le sue truppe al rischio di essere accerchiate e distrutte dalle preponderanti forze nemiche che potevano accorrere da tutto il Nord. Il generale Lee ordinò quindi alla divisione fresca del generale George E. Pickett (composta tutta da esperti reggimenti della Virginia), rafforzata da altre due divisioni già peraltro esauste dai combattimenti dei due giorni precedenti, di attaccare, dopo un violento fuoco di artiglieria, il centro dello schieramento nordista sul leggero declivio del Cemetery Ridge.
L'azione dell'artiglieria non fu sufficiente ad indebolire in modo decisivo le solide linee dell'Unione e, nonostante gli sforzi della fanteria confederata lanciata all'attacco, l'azione fallì completamente, con perdite elevatissime. Le tre divisioni della colonna d'attacco, tra morti, dispersi, feriti e prigionieri, subirono perdite superiori al 50%. Diverse brigate furono quasi completamente distrutte e il generale Lee fu costretto a ripiegare a sud del Potomac.
La battaglia di Gettysburg segnò un momento decisivo della guerra, vanificò le grandi speranze di Lee e Davis e rafforzò la determinazione del presidente Abraham Lincoln e degli stati dell'Unione a continuare il conflitto fino alla totale sottomissione degli stati secessionisti.

## Antefatti: ha inizio la Campagna di Gettysburg

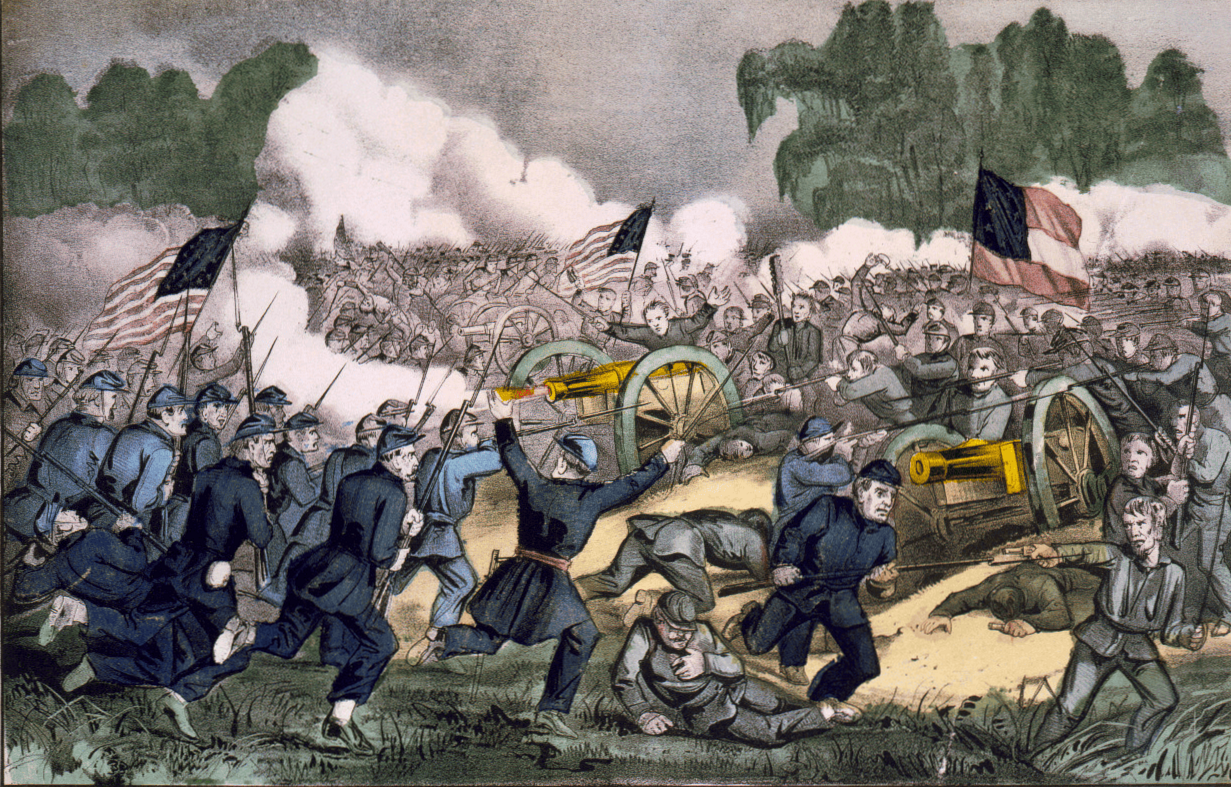
The battle of Gettysburg, Pa. July 3d. 1863, di Currier e Ives

Poco dopo la grande vittoria contro l'Armata del Potomac nella battaglia di Chancellorsville (1º–3 maggio 1863), Lee decise di tentare una seconda invasione del Nord. Una mossa simile avrebbe sconvolto i piani federali per la campagna estiva, avrebbe potuto alleviare la situazione della guarnigione confederata sotto assedio a Vicksburg e avrebbe permesso alla Confederazione di sopravvivere grazie alle ricche fattorie del Nord, dando alla Virginia, sconvolta dalla guerra, un meritato riposo. Inoltre l'armata di Lee, forte di 80000 uomini, avrebbe minacciato Filadelfia, Baltimora, e Washington e dato voce al crescente movimento pacifista del Nord.
Quindi il 3 giugno le truppe di Lee cominciarono ad avanzare verso nord partendo da Fredericksburg. Per ottenere una maggiore efficienza del suo comando, Lee aveva riorganizzato i suoi due grandi corpi d'armata in tre nuovi corpi. James Longstreet mantenne il comando del Primo Corpo. Il vecchio Secondo Corpo del tenente generale Thomas J. "Stonewall" Jackson fu diviso in due, con il Secondo Corpo affidato al tenente generale Richard S. Ewell e il Terzo al comando del tenente generale A.P. Hill.
L'Armata Federale del Potomac, sotto il maggiore generale Joseph Hooker, consisteva in sette corpi di fanteria, uno di cavalleria e uno di riservisti di artiglieria, per un totale di 90000 uomini. Ciò nonostante, Abraham Lincoln avrebbe presto rimpiazzato Hooker col maggiore generale George G. Meade a causa della sconfitta di Hooker nella battaglia di Chancellorsville e per la sua timida risposta alla seconda invasione di Lee nel nord del Potomac.
La prima azione significativa della campagna ebbe luogo il 9 giugno tra le due forze di cavalleria contrapposte a Brandy Station, presso Culpeper (Virginia). La cavalleria confederata di J.E.B. Stuart fu quasi sopraffatta dai cavalleggeri federali, ma Stuart alla fine riuscì a prevalere. Questa battaglia, il più lungo scontro di cavalleria della guerra, provò per la prima volta che le truppe montate dell'Unione erano equivalenti alle controparti del Sud.
Entro metà giugno l'Armata della Virginia Settentrionale era pronta ad attraversare il Potomac e a entrare nel Maryland. Dopo la sconfitta delle guarnigioni federali a Winchester e Martinsburg, il Secondo Corpo di Ewell cominciò l'attraversamento del fiume il 15 giugno. Le truppe di Hill e Longstreet seguirono il 24 e il 25 giugno. L'armata di Hooker li seguì, tenendosi in mezzo tra la capitale statunitense e l'armata di Lee. I Federali attraversarono il Potomac tra il 25 e il 27 giugno.
Intanto, con una mossa controversa, Lee permise a J.E.B. Stuart di prendere una parte della cavalleria e cavalcare intorno all'armata unionista. Gli ordini di Lee lasciarono molta libertà a Stuart ed entrambi i generali sono da incolpare per la lunga assenza della cavalleria di Stuart, così come per il non avere assegnato un ruolo più attivo alle truppe a cavallo rimaste con l'esercito.
Stuart e le sue tre migliori brigate furono assenti dalle linee durante le fasi cruciali dell'avvicinamento a Gettysburg e per i primi due giorni di battaglia. Il 29 giugno l'armata di Lee era dispersa su un arco che andava da Chambersburg (45 km a nordovest di Gettysburg) a Carlisle (48 km a nord della città), fino quasi a Harrisburg e Wrightsville, sul fiume Susquehanna.
In una disputa sull'uso delle forze poste in guarnigione a Harper's Ferry, Hooker presentò le proprie dimissioni e Abraham Lincoln e il generale in capo Henry W. Halleck, che stavano cercando una scusa per liberarsi di Hooker, accettarono immediatamente. Lo rimpiazzarono tra il 27 e il 28 giugno con il maggiore generale George Gordon Meade, comandante del Quinto Corpo. Quando, il 29 giugno, Lee apprese che l'armata del Potomac aveva attraversato il fiume Potomac, ordinò una concentrazione di forze intorno a Cashtown, posta alla base orientale di South Mountain e a 13 km a ovest di Gettysburg.
Il 30 giugno, mentre una parte delle forze guidate dal generale Hill era a Cashtown, una delle brigate di Hill, i North Carolinians guidati da James Johnston Pettigrew, si avventò verso Gettysburg. Le memorie del maggior generale Henry Heth, comandante di divisione di Pettigrew, affermano che questi si era diretto in città perché necessitava di un gran numero di scarpe, ma questa spiegazione è stata smentita dagli storici.
Quando le truppe di Pettigrew si avvicinarono a Gettysburg il 30 giugno, notarono che la cavalleria federale del brigadiere generale John Buford occupava la parte occidentale della città e Pettigrew tornò a Cashtown senza ingaggiare lo scontro. Quando Pettigrew riferì ciò che aveva visto a Hill e a Henry Heth, nessuno dei due generali credette che vi fosse una parte sostanziale delle forze nemiche all'interno della città o vicino ad essa, sospettando che si trattasse solo di un nucleo della Milizia della Pennsylvania. Nonostante l'ordine del generale Lee di evitare uno scontro su larga scala prima di aver radunato l'intero esercito, la mattina seguente Hill decise di mandare una nutrita avanguardia per determinare la quantità delle forze nemiche. Intorno alle 5 di mattina di mercoledì 1º luglio, la divisione di Heth avanzò da ovest verso Gettysburg.
Il terreno della città e dei dintorni è descritto nel Campo di battaglia di Gettysburg.

### Ordine di battaglia confederato
- Armata della Virginia Settentrionale (generale Robert Edward Lee)
  - I Corpo d'Armata (tenente generale James Longstreet)
    - Divisione McLaws (maggior generale Lafayette McLaws)
      - Brigata Kershaw
      - Brigata Semmes
      - Brigata Barksdale
      - Brigata Wofford
      - Battaglione d'artiglieria Cabell

    - Divisione Pickett (maggior generale George E. Pickett)
      - Brigata Garnett
      - Brigata Kemper
      - Brigata Armistead
      - Battaglione d'artiglieria Dearing

    - Divisione Hood (maggior generale John Bell Hood)
      - Brigata Law
      - Brigata Robertson
      - Brigata GT Anderson
      - Brigata Benning
      - Battaglione d'artiglieria Henry

Riserva d'artiglieria di Corpo d'Armata
Battaglione Alexander
Artiglieria Washington della Louisiana
- - II Corpo d'Armata (tenente generale Richard Stoddert Ewell)
    - Divisione Early (maggior generale Jubal Anderson Early)
      - Brigata Hays
      - Brigata Smith
      - Brigata Hoke
      - Brigata Gordon
      - Battaglione d'artiglieria Jones

    - Divisione Johnson (maggior generale Edward Johnson)
      - Brigata Steuart
      - Brigata Stonewall
      - Tigri della Louisiana di Nicholls
      - Brigata Jones
      - Battaglione d'artiglieria Latimer

    - Divisione Rodes (maggior generale Robert E. Rodes)
      - Brigata Daniell
      - Brigata Iverson
      - Brigata Doles
      - Brigata Ramseur
      - Brigata O'Neal
      - Battaglione d'artiglieria Carter

Riserva d'artiglieria di Corpo d'Armata
Primo artiglieria della Virginia
Battaglione Nelson
- - III Corpo d'Armata (tenente generale Ambrose Powell Hill)
    - Divisione Anderson (maggior generale R. H. Anderson)
      - Brigata Wilcox
      - Brigata Wright
      - Brigata Mahone
      - Brigata Perry
      - Brigata Posey
      - Battaglione d'artiglieria Sumter

    - Divisione Heth (maggior generale Henry Heth)
      - Brigata Pettigrew
      - Brigata Brockenbrough
      - Brigata Archer
      - Brigata Davis
      - Battaglione d'artiglieria Garnett

    - Divisione Pender (maggior generale William D. Pender)
      - Brigata Perrin
      - Brigata Lane
      - Brigata Thomas
      - Brigata Scales
      - Battaglione d'artiglieria Poague

    - Riserva d'artiglieria di Corpo d'Armata
      - Battaglione McIntosh
      - Battaglione Pegram

    - Divisione di Cavalleria Stuart (maggior generale J.E.B. Stuart)
      - Brigata Hampton
      - Brigata Fitzgerald Lee
      - Brigata Robertson
      - Brigata Jenkins
      - Brigata Jones
      - Brigata W.H.F. Lee
      - Artiglieria a cavallo di Stuart

"Commando Imboden"

## Primo giorno di scontri

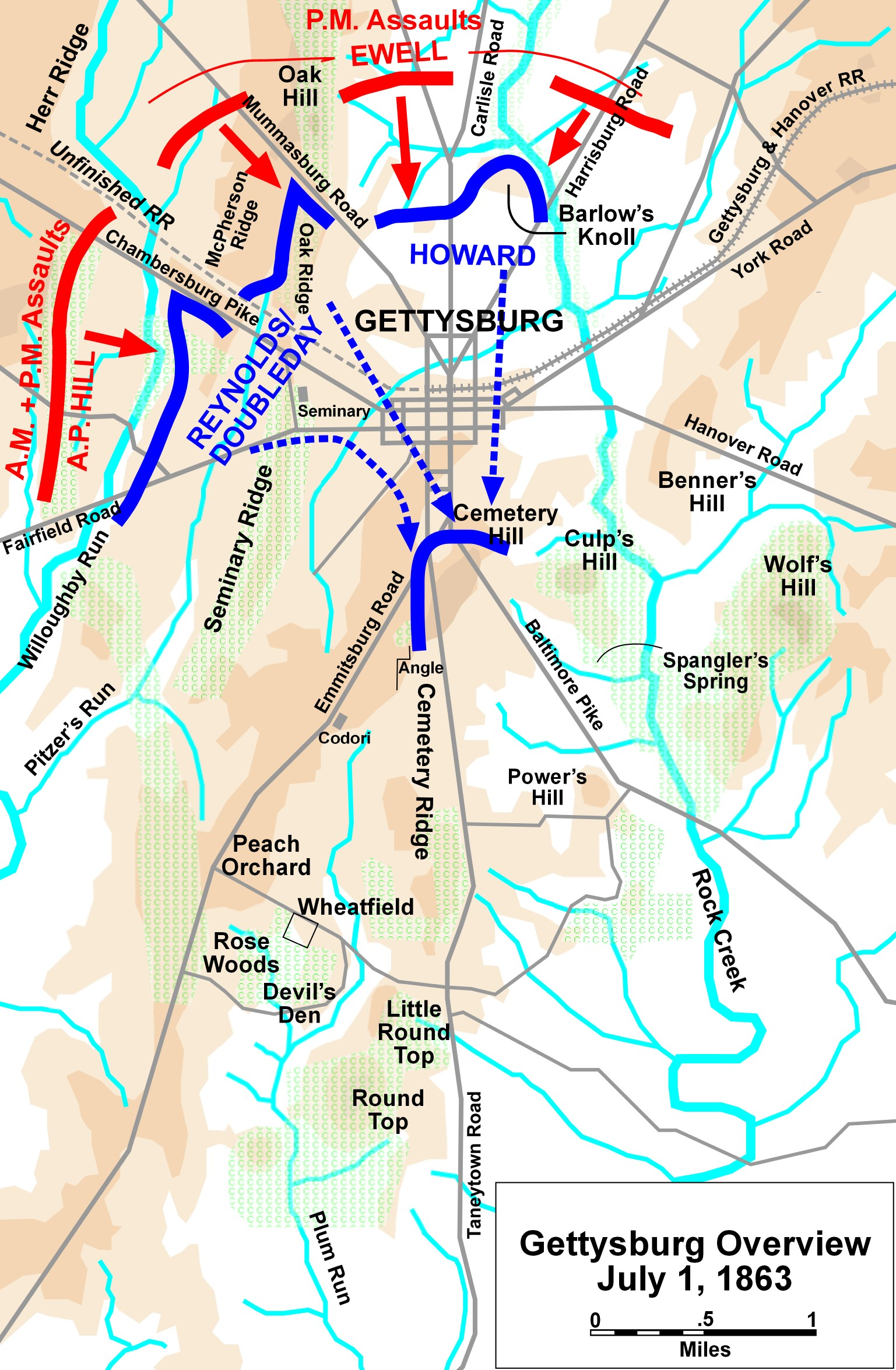
Mappa della battaglia, 1º luglio (le truppe confederate sono in rosso, le unioniste in blu)

Il generale Buford comprese l'importanza dei terreni sopraelevati direttamente a sud di Gettysburg, sapendo che, se i Confederati avessero preso il controllo delle alture, l'armata di Meade avrebbe dovuto fare molta fatica per scacciarli.
Decise di sfruttare tre crinali a ovest di Gettysburg: Herr Ridge, McPherson Ridge e Seminary Ridge (da ovest verso est, in direzione della città). Questi rappresentavano un terreno appropriato per permettere alla sua piccola divisione di rallentare l'avanzata delle forze confederate superiori in numero, per guadagnare tempo mentre aspettava l'arrivo della fanteria che avrebbe potuto occupare le posizioni difensive a sud della città, note come Cemetery Hill, Cemetery Ridge e Culp's Hill.
La divisione di Heth avanzò con due brigate in avanguardia, comandate dai brigadieri generali James Archer e Joseph R. Davis. Si diressero a est in colonne lungo il Chambersburg Pike. Cinque chilometri a ovest della città, circa alle 7:30 del 1º luglio, le due brigate di Heth incontrarono una leggera resistenza da parte di vedette della cavalleria e si misero in formazione di linea. Alla fine riuscirono a raggiungere la cavalleria smontata del colonnello William Gamble, che oppose una strenua resistenza con tattiche di temporeggiamento da dietro degli steccati con un tiro rapido delle carabine Sharps. Per le 10:20 i Confederati erano riusciti a spingere i cavalleggeri unionisti a est del McPherson Ridge, quando finalmente arrivò l'avanguardia del I Corpo del maggior generale John F. Reynolds.
A nord intanto Davis ottenne un temporaneo successo contro il brigadiere generale Lysander Cutler, ma venne respinto con gravi perdite in un'azione su una massicciata ferroviaria incompiuta tagliata sul crinale.
A sud la Brigata di Archer assaltò attraverso Herbst Woods (località nota anche come McPherson's Woods). La Brigata di Ferro ("Iron Brigade") federale del brigadiere generale Solomon Meredith ottenne un primo successo contro Archer, catturando diverse centinaia di uomini, tra cui lo stesso Archer.
All'inizio dello scontro, mentre il generale Reynolds stava conducendo le sue truppe e l'artiglieria a est dei boschi, cadde da cavallo, ucciso da un proiettile che lo colpì all'altezza dell'orecchio sinistro penetrando nella parte posteriore del cranio.
Il maggior generale Abner Doubleday assunse il comando. I combattimenti nell'area del Chambersburg Pike durarono fino alle 12:30, per poi riprendere intorno alle 14:30, quando l'intera divisione di Heth entrò nello scontro, aggiungendo le brigate di Pettigrew e del colonnello John M. Brockenbrough.

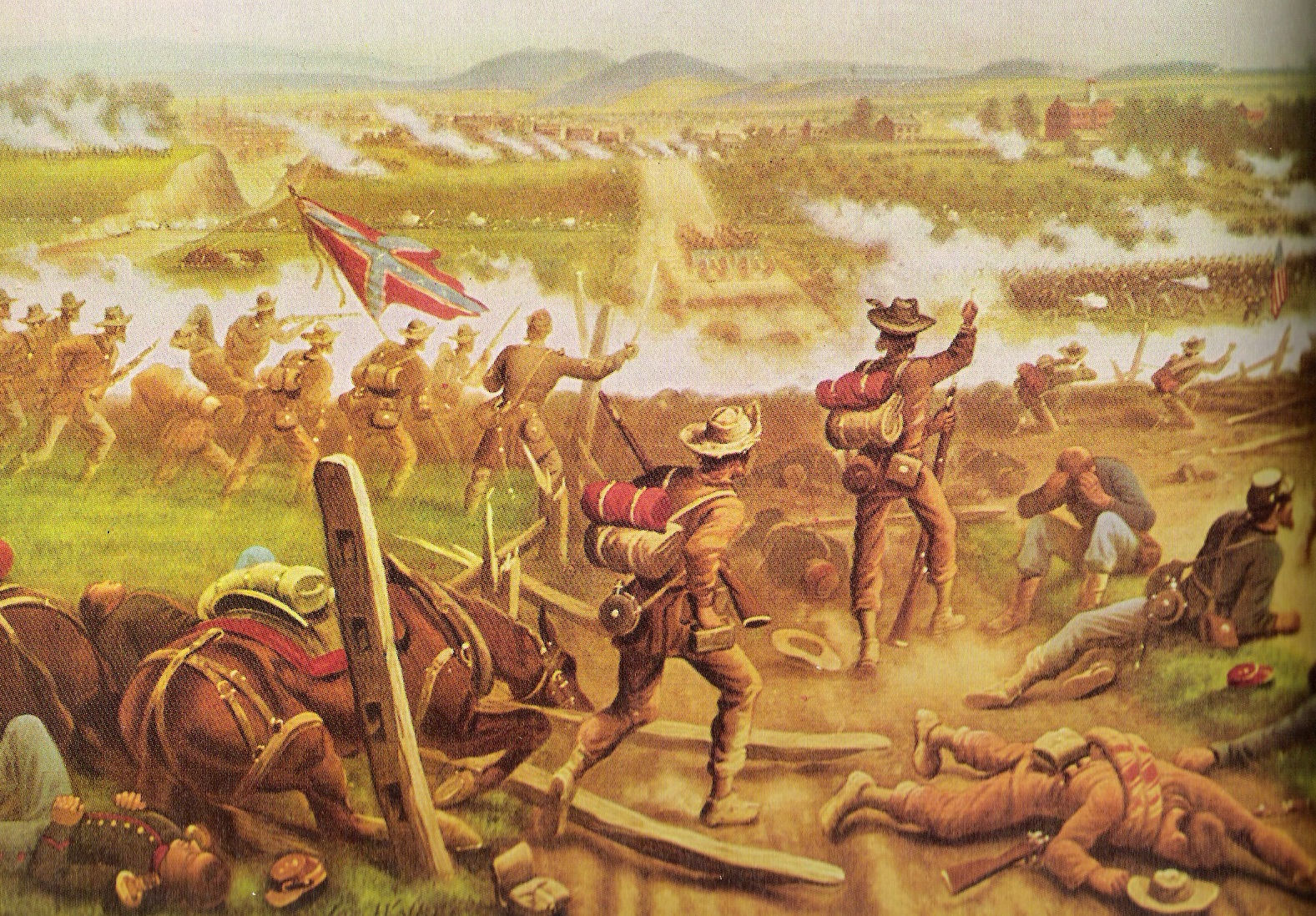
Le truppe confederate dell'Armata della Virginia Settentrionale attaccano le linee dell'Armata del Potomac il 1º luglio 1863, primo giorno della battaglia di Gettysburg

La Brigata North Carolina di Pettigrew, avvicinandosi alla formazione, affiancò il 19º Indiana, facendo indietreggiare la Iron Brigade. Il 26º North Carolina (il più grande reggimento dell'esercito con circa 900 uomini) subì pesanti perdite: solo 212 uomini sopravvissero al primo giorno. Alla fine del terzo giorno di scontri contava solo 60 uomini attivi, la più alta percentuale di perdite in una singola battaglia rispetto ad ogni altro reggimento, nordista o sudista. Lentamente la Iron Brigade venne respinta al di fuori dei boschi, verso Seminary Ridge. Hill aggiunse la divisione di William Dorsey Pender all'assalto e il I Corpo fu respinto attraverso i territori del Seminario Luterano e di Gettysburg.
Con l'incalzare dei combattimenti, due divisioni del II Corpo di Ewell, marciando ad ovest verso Cashtown in accordo con gli ordini di Lee che prevedevano di concentrarsi nelle vicinanze della cittadina, svoltarono poi a sud verso le strade di Carlisle e Harrisburg, in direzione di Gettysburg, mentre l'XI Corpo (del maggior generale Oliver O. Howard) muoveva rapidamente a nord del Pike e di Taneytown Road. Per il primo pomeriggio, le linee federali coprivano un semicerchio a ovest, nord e nordest di Gettysburg.
I Federali però non avevano abbastanza truppe: Cutler, che venne schierato a nord del Chambersburg Pike, aveva il suo fianco destro scoperto. La divisione all'estrema sinistra dell'XI Corpo non fu in grado di schierarsi in tempo per rafforzare le proprie linee; così Doubleday fu costretto a gettare in campo le brigate di riserva per mantenere le proprie posizioni.
Verso le 14, le divisioni del II Corpo al comando di Robert E. Rodes e di Jubal Early sfondarono e sopraffecero le posizioni del I e dell'XI Corpo federale a nord e nordest della città.
Le brigate di Edward A. O'Neal e Alfred Iverson soffrirono numerose perdite nell'assalto alle divisioni del I Corpo comandato dal brigadiere generale John C. Robinson a sud di Oak Hill. Le divisioni di Early approfittarono di un errore del brigadiere generale Francis C. Barlow, che avanzò le sue divisioni dell'XI Corpo verso Blocher's Knoll (a nord della città e oggi conosciuta come Barlow's Knoll); questo creò una sporgenza nelle linee, esposte all'attacco da molte direzioni. Le truppe di Early attaccarono schiacciando il fianco destro delle forze unioniste. Barlow venne catturato nell'attacco.
Mentre le posizioni federali cadevano a nord e ovest della città, il generale Howard ordinò una ritirata nei terreni sopraelevati a sud della città, presso Cemetery Hill, dove aveva lasciato la divisione di Adolph von Steinwehr come riserva. Meade, una volta saputo che Reynolds era morto, diede il comando al generale Winfield Scott Hancock e gli ordinò di verificare se Gettysburg fosse un luogo appropriato o meno per una battaglia. Hancock diede conferma a Howard, superiore in comando, che la posizione era quella ideale per combattere una battaglia.
Lee capì il potenziale difensivo dell'Unione se avessero mantenuto quelle posizioni. Mandò ordini a Ewell, dicendo di prendere Cemetery Hill "se possibile". Ewell scelse di non tentare l'assalto, una decisione che gli storici considerano una grande opportunità mancata.
La battaglia del 1º luglio aveva visto oltre 25000 confederati contro 18000 federali e rappresenta la 23ª più grande battaglia della guerra.

## Secondo giorno di scontri

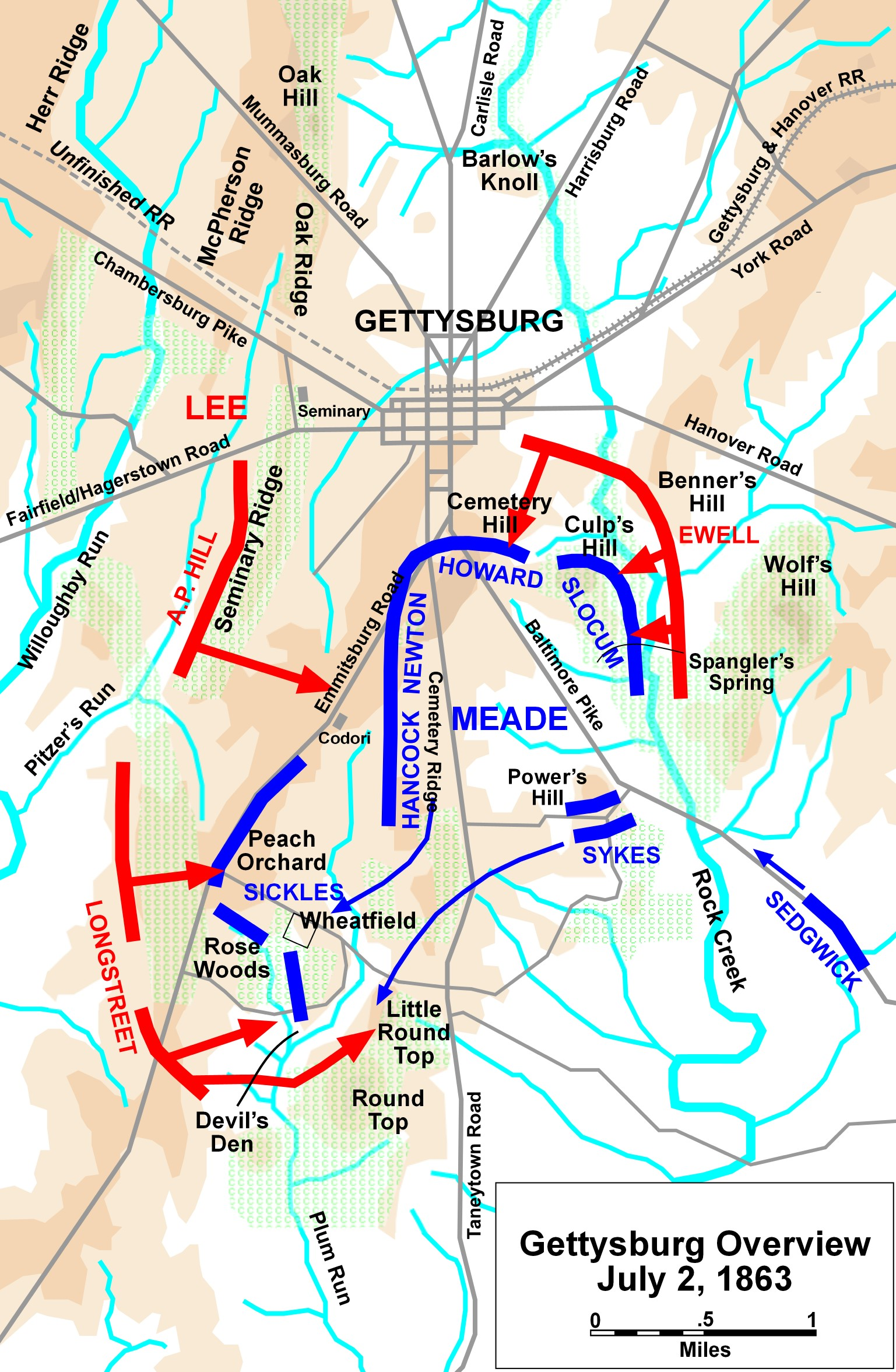
Mappa della battaglia, 2 luglio

### Piani e movimenti di battaglia
Lungo tutta la sera del 1° e la mattina del 2 luglio, la maggior parte della fanteria di entrambe le armate arrivò sul campo, compresi il II, III, V, VI e XII Corpo dell'Unione. La Terza Divisione di Longstreet, comandata da George Pickett, aveva cominciato la marcia da Chambersburg in mattinata; non sarebbe arrivata che sul tardi di quel giorno.
La linea unionista spaziava da Culp's Hill, a sudest della città, verso nordovest fino a Cemetery Hill (appena a sud della città), poi a sud per circa tre km attraverso Cemetery Ridge, finendo appena a nord di Little Round Top. Gran parte del XII Corpo era su Culp's Hill, i resti del I e del XI Corpo difendevano Cemetery Hill, il II Corpo copriva la metà superiore di Cemetery Ridge e al III Corpo fu ordinato di prendere posizione al suo fianco. Questa forma di schieramento delle linee unioniste è popolarmente nota come "formazione ad amo".
Le linee confederate procedevano parallele a quelle dell'Unione per circa 1600 metri a ovest di Seminary Ridge, proseguivano a est attraverso la città, poi si curvavano a sudest verso un punto di fronte a Culp's Hill. Quindi, l'esercito federale teneva le linee interne, mentre la linea esterna confederata copriva circa 8 km di lunghezza.
Il piano di battaglia di Lee per il 2 luglio prevedeva che il Primo Corpo di Longstreet si posizionasse di nascosto per attaccare l'Unione sul lato sinistro in direzione nordest attraverso la Emmitsburg Road e che avanzasse spingendo le linee federali.
La sequenza di attacco sarebbe cominciata con le divisioni di John Bell Hood e di Lafayette McLaws, seguite dalle divisioni di Richard H. Anderson facenti parte del Terzo Corpo di Hill. La sequenza di attacco progressiva avrebbe impedito a Meade di spostare truppe dal centro per rinforzare il lato sinistro.
Intanto, le divisioni del Secondo Corpo, guidate da Edward "Allegheny" Johnson e da Jubal Early, avrebbero tenuto una "dimostrazione" contro Culp's Hill e Cemetery Hills, sempre per impedire il trasferimento di truppe, pronti a trasformarla in un vero attacco massiccio se si fosse manifestata l'opportunità.
Il piano di Lee era però basato su informazioni sbagliate, situazione peggiorata dalle continue assenze di Stuart dal campo di battaglia.
Invece di muoversi dietro la sinistra dei federali e attaccare sul fianco, l'ala sinistra di Longstreet, guidata da McLaws, sarebbe finita a fronteggiare il III Corpo del maggiore generale Daniel Sickles direttamente attraverso il loro spostamento. Sickles, insoddisfatto della posizione assegnata sul lato sud di Cemetery Ridge e cercando un terreno più elevato e favorevole all'artiglieria, si era spostato di circa 800 metri a ovest, senza ordini diretti, sulle posizioni attraverso la Emmitsburg Road. La nuova linea partiva da Devil's Den, verso nordovest fino al Peach Orchard (l'Orto di Pesche) della Sherfy Farm, poi a nordest lungo la strada fino a sud della Codori Farm.
Questo creava nel pescheto una posizione impossibile da tenere. Le divisioni del brigadiere generale Andrew A. Humphreys (in posizione lungo la Emmitsburg Road) e del maggiore generale David B. Birney (a sud) furono soggette ad attacchi dai due lati e vennero disperse su un fronte più grosso di quanto avessero potuto difendere con i pochi uomini a disposizione.
L'attacco di Longstreet avrebbe dovuto essere lanciato il prima possibile; tuttavia Longstreet ottenne il permesso da Lee per aspettare una delle sue brigate e, mentre marciava alla posizione assegnata, i suoi uomini videro una stazione di segnalazione dell'Unione su Little Round Top. Il giro necessario per passare senza essere visti fece sprecare molto tempo e le divisioni di Hood e McLaws non lanciarono il loro attacco prima delle 16 e delle 17 rispettivamente.

### Attacchi al lato sinistro dell'Unione
Mentre le divisioni di Longstreet colpivano il III Corpo dell'Unione, Meade mandò come rinforzi l'intero V Corpo, le divisioni del II Corpo di Caldwell, gran parte del XII Corpo e piccoli gruppi del VI Corpo appena giunto. Un duro scontro ebbe luogo a Devil's Den, Wheatfield, Little Round Top e al Peach Orchard. Il III Corpo fu distrutto come unità da combattimento in questa battaglia e una gamba di Sickles venne amputata dopo essere stata colpita da una cannonata.
Le divisioni di Caldwell furono schiacciate a Wheatfield. L'assalto delle divisioni di Anderson, cominciato intorno alle 18, raggiunse la cresta di Cemetery Ridge, ma non poté tenere la posizione di fronte ai contrattacchi del II Corpo.
Intanto, il colonnello Strong Vincent del V Corpo stava tenendo, con la sua piccola brigata, una collina importante nelle posizioni dell'Unione: il Little Round Top.
Fu in grado di respingere ripetuti assalti da una brigata della divisione di Hood con solo i suoi cinque piccoli reggimenti. Il capo dei genieri di Meade, il brigadiere generale Gouverneur K. Warren, aveva capito l'importanza di quella posizione, e mandò la brigata di Vincent, la batteria di artiglieria di Hazlett e la 140^ New York a occupare il Little Round Top pochi minuti prima che le truppe di Hood arrivassero sul posto. La difesa del Little Round Top con una carica alla baionetta, ordinata dal tenente colonnello J. L. Chamberlain, da parte del 20º Reggimento di Fanteria Volontaria del Maine è uno degli episodi più raccontati della Guerra di secessione.

### Attacchi sul lato destro dell'Unione
Alle 19 avvenne l'attacco del Secondo Corpo, portato avanti dalle divisioni di Johnson, contro la Culp's Hill. Gran parte dei difensori della collina, il XII Corpo dell'Unione, era stata mandata sulla sinistra a difendere le posizioni dall'attacco di Longstreet e l'unica parte rimasta dei difensori era rappresentata da una brigata di newyorkesi al comando del brigadiere generale George S. Greene. Grazie all'insistenza di Greene nell'erigere solide postazioni difensive e grazie ai rinforzi del I e XI Corpo, gli uomini di Greene respinsero gli attaccanti confederati, anche se i Sudisti occuparono una parte delle fortificazioni abbandonate sulla parte inferiore della Culp's Hill.
Appena fece buio, due delle brigate di Jubal Early attaccarono le posizioni dell'XI Corpo unionista a est di East Cemetery Hill, dove il colonnello Andrew L. Harris della 2ª Brigata, 1ª Divisione, venne preso in un attacco fulmineo, perdendo metà dei propri uomini.
Early, però, non riuscì a supportare le sue brigate nell'attacco e le rimanenti divisioni di Ewell, guidate dal maggiore generale Robert E. Rodes, non poterono supportare l'attacco avanzando da ovest.
Le linee interne dell'Unione permisero ai comandanti di muovere truppe rapidamente nelle zone critiche e, con i rinforzi del II Corpo, le truppe federali mantennero il possesso della collina e le truppe di Early furono obbligate a ripiegare.
J.E.B. Stuart e la sua 4ª Brigata di cavalleria arrivarono a Gettysburg nel tardo pomeriggio e non ebbero ruolo nel secondo giorno di scontri. La brigata di Wade Hampton combatté uno scontro minore con la cavalleria del Michigan di George Armstrong Custer presso Hunterstown a nord-est di Gettysburg.

## Terzo giorno di scontri

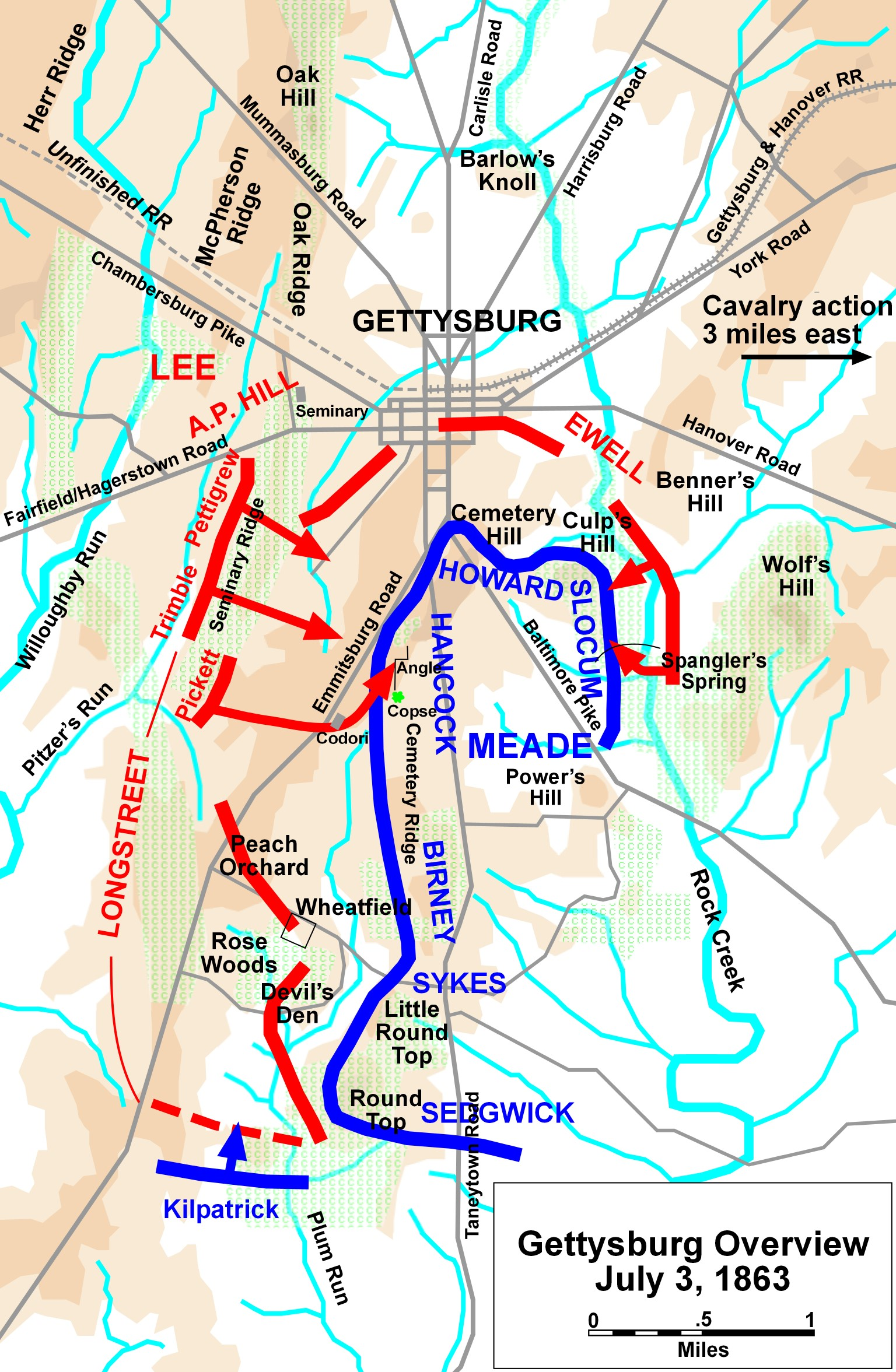
Mappa della battaglia, 3 luglio

Lee voleva continuare l'attacco anche venerdì 3 luglio, usando lo stesso piano del giorno precedente: Longstreet avrebbe attaccato i Federali a sinistra, mentre Ewell avrebbe attaccato la Culp's Hill. Tuttavia all'alba, prima che Longstreet fosse pronto, il XII Corpo Federale cominciò un bombardamento di artiglieria contro i Confederati della Culp's Hill, nel tentativo di riguadagnare una parte delle fortificazioni perse. I Confederati attaccarono e il secondo scontro per la Culp's Hill terminò intorno alle 11, dopo circa sette ore di aspri combattimenti.
Lee si vide costretto a cambiare i propri piani. Basandosi, erroneamente, sulla considerazione che i Federali, per rafforzare le ali (ripetutamente attaccate nei giorni precedenti dalle sue truppe) avessero pericolosamente sguarnito il loro schieramento difensivo centrale, egli decise di concentrare una potente massa offensiva proprio in questo settore. Ora Longstreet avrebbe preso il comando diretto della forza principale per tentare un attacco frontale decisivo contro il II Corpo federale, posizionato sulla cresta di Cemetery Ridge nel centro-destra federale. Prima dell'attacco, tutta l'artiglieria che i Confederati fossero riusciti a schierare avrebbe bombardato le linee nemiche per indebolirle e fiaccarle in modo decisivo; quando il comandante operativo dell'artiglieria confederata colonnello Edward Porter Alexander (comandante dell'artiglieria del I corpo d'armata di Longstreet) avesse ritenuto che le linee federali fossero state così indebolite da rendere possibile l'attacco frontale, Longstreet avrebbe sferrato il colpo al centro dello schieramento federale.
Lee era conscio dei rischi di un attacco frontale contro un nemico ben attestato, ma confidava che il pesante bombardamento preventivo dell'artiglieria, ben schierata dall'abile Alexander, avrebbe adeguatamente preparato l'attacco. In realtà l'artiglieria unionista era solo in parte schierata al centro: una parte consistente, operando ai lati, era in grado di prendere d'infilata le truppe assaltanti.
Lee inoltre avrebbe voluto impiegare l'intero I Corpo di Longstreet, ma, a causa delle gravi perdite subite il secondo giorno, le due eccellenti divisioni di Lafayette McLaws, costituite di reggimenti della Carolina del Sud, del Mississippi e della Georgia, e di John Bell Hood (gravemente ferito e sostituito al comando dal generale Evander McIver Law), con i famosi reggimenti del Texas e della Georgia, non poterono più essere impiegate offensivamente. Pertanto Lee si risolse a rafforzare la sola divisione fresca di Longstreet (la divisione virginiana del generale George Edward Pickett che era appena arrivata sul campo di battaglia) con altre brigate prese alle divisioni del III Corpo di Ambrose Powell Hill.
La forza d'attacco principale sarebbe quindi stata costituita dalla divisione del generale Pickett (con tre brigate veterane, tutte della Virginia, al comando dei generali Lewis Addison Armistead, James L. Kemper e Richard Brooke Garnett), che avrebbe sferrato l'attacco principale sulla destra dello schieramento confederato, deviando progressivamente verso sinistra in diagonale per puntare sul riferimento geografico espressamente indicato da Lee (un piccolo gruppo di alberi dietro un basso muretto a secco di pietra occupato dai federali); sulla sinistra della divisione di Pickett sarebbe avanzata la divisione di Heth (III Corpo), ora al comando del generale James Johnston Pettigrew (dopo il ferimento del comandante titolare) con quattro brigate (colonnelli Fry, Marshall, Mayo, generale Davis) costituita da truppe della Carolina del Nord, del Mississippi, del Tennessee e della Virginia.
In seconda schiera, dietro Pettigrew, avrebbero seguito due brigate della divisione di Pender (passata al comando dell'esperto generale Isaac Ridgeway Trimble, dato che anche Pender era gravemente ferito): brigate della Carolina del Nord dei generali James Lane e Alfred Scales (comandata dal colonnello Lowrance). Infine, in riserva tattica della colonna d'assalto principale, sarebbero rimaste altre due brigate della divisione del generale Anderson (III Corpo): quelle del generale Cadmus M. Wilcox (reggimenti dell'Alabama) e del generale Perry (Florida).
La forza d'attacco principale sarebbe stata quindi costituita da 11 brigate con 50 reggimenti (19 della Virginia, 14 della Carolina del Nord, 7 dell'Alabama, 4 del Mississippi, 3 del Tennessee, 3 della Florida), per un totale teorico di circa 15000 uomini. Mentre le truppe virginiane di Pickett erano fresche e piuttosto riposate (e con il morale altissimo, forse anche troppo), molti reggimenti delle divisioni di Pettigreww e di Trimble erano già state sanguinosamente impegnate il primo giorno e quindi erano molto meno fresche.

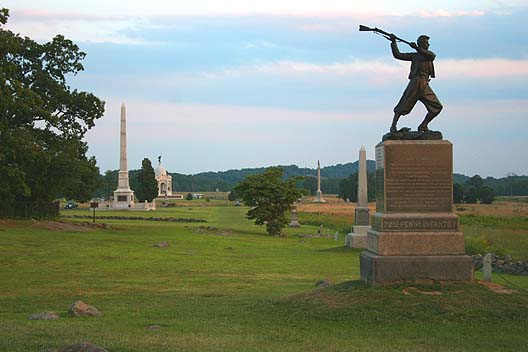
LHigh Water Mark di Cemetery Ridge come appare oggi. Il monumento al 72º Reggimento di Fanteria Volontaria della Pennsylvania ("Baxter's Philadelphia Fire Zouaves") è sulla destra.

Intorno alle 13, 170 cannoni confederati cominciarono un bombardamento di artiglieria che fu probabilmente il più grande di tutta la guerra. Per risparmiare preziose munizioni per l'attacco di fanteria che si sapeva sarebbe seguito, l'Armata del Potomac inizialmente non rispose al fuoco. Solo dopo circa 15 minuti, circa 80 cannoni risposero al fuoco.
L'Armata della Virginia Settentrionale era drammaticamente a corto di munizioni di artiglieria e le cannonate non colpirono in modo apprezzabile le posizioni unioniste.
Intorno alle 15, il fuoco dei cannoni scemò e 12500 soldati sudisti avanzarono dal crinale per 1200 m fino a Cemetery Ridge in quella che è nota come la "Carica di Pickett".
A causa di un intenso fuoco di artiglieria laterale proveniente dalle posizioni dell'Unione su Cemetery Hill e da nord del Little Round Top, e per i colpi di carabina e moschetto da parte del II Corpo durante l'avanzata confederata, circa metà degli attaccanti non fu in grado di tornare alle proprie linee.

Sebbene le linee federali fossero scosse e cedessero temporaneamente presso una rientranza in un basso recinto di pietra, chiamato "l'Angolo" ("Angle"), appena a nord di una zona di vegetazione, i rinforzi accorsero sulla breccia e l'attacco confederato venne respinto. Il punto più avanzato raggiunto dalla brigata del generale Lewis Addison Armistead della divisione del generale George Pickett è chiamato "Segno dell'alta marea della Confederazione" ("High-water mark of the Confederacy").

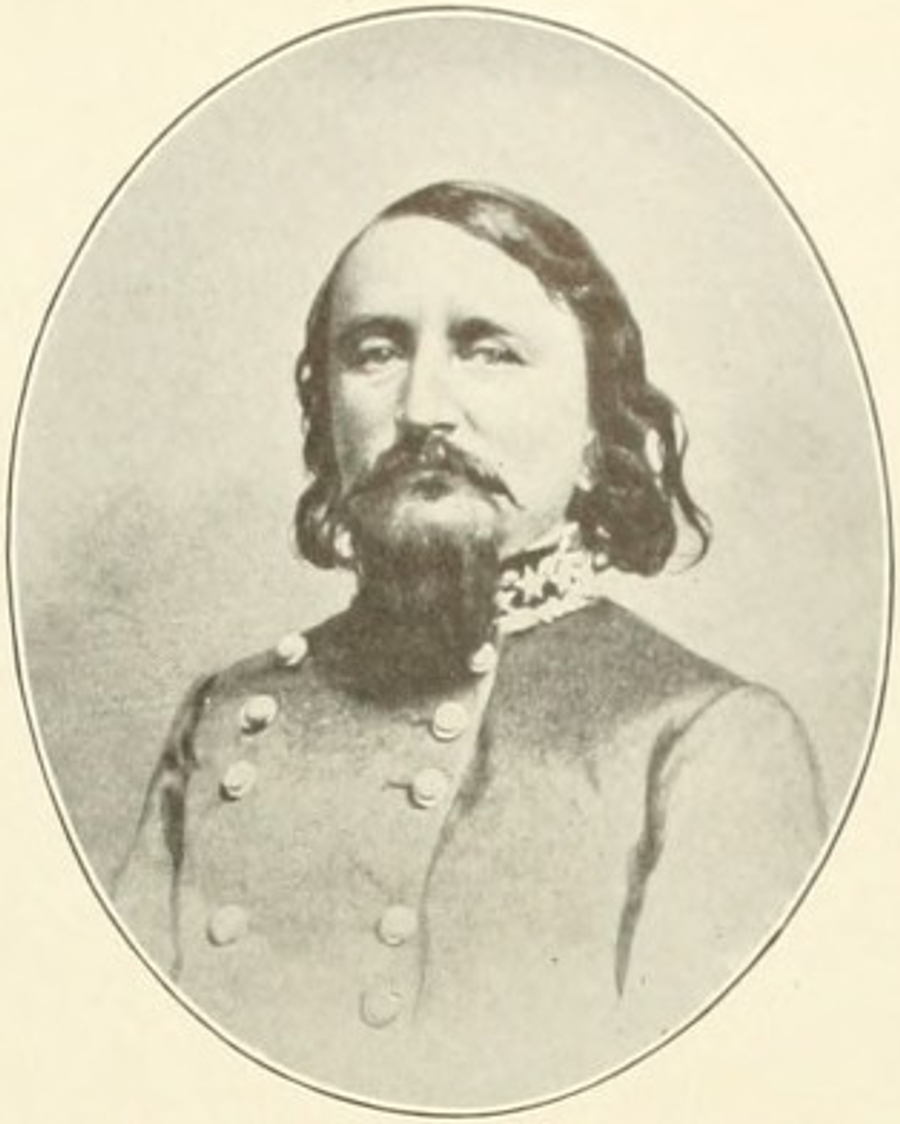
George Edward Pickett, il generale virginiano che guidò la disperata carica frontale del 3 luglio

Vi furono due importanti scontri di cavalleria nella giornata del 3 luglio. Stuart fu mandato a presidiare il lato sinistro dei Confederati, per prepararsi a sfruttare l'eventuale successo della fanteria su Cemetery Hill circondando la destra dei Federali e colpendo i loro carri di rifornimento e linee di comunicazione.
A 5 km a est di Gettysburg, in quello che è oggi chiamato "East Cavalry Field" (non mostrato sulla mappa, ma posto tra York e Hanover Roads), le forze di Stuart ingaggiarono lo scontro con le divisioni dei brigadieri generali David McM. Gregg e George A. Custer della cavalleria federale.
Seguì una lunga battaglia di cavalleria, con scontro alla sciabola in corpo a corpo; la carica di Custer e del 1º Cavalleria del Michigan smorzò l'attacco della brigata di Wade Hampton, impedendo a Stuart di raggiungere le sue posizioni sul retro dei nemici.
Dopo la carica di Pickett, Meade ordinò al brigadiere generale Judson Kilpatrick di lanciare un attacco di cavalleria contro le posizioni di fanteria tenute da Longstreet a sudovest del Big Round Top.
Il brigadiere generale Elon J. Farnsworth protestò contro l'inutilità di questa mossa, ma obbedì agli ordini; Farnsworth fu ucciso nell'attacco e le sue forze subirono gravi perdite.

## Conclusione
Il 4 luglio gli eserciti erano schierati alle due parti dei campi insanguinati; lo stesso giorno la guarnigione di Vicksburg si arrese al generale Ulysses S. Grant.
Lee modificò le sue linee in posizione difensiva, pensando ad un attacco di Meade. Il cauto comandante dell'Unione, tuttavia, decise di non assumersene il rischio: una decisione in seguito criticata.

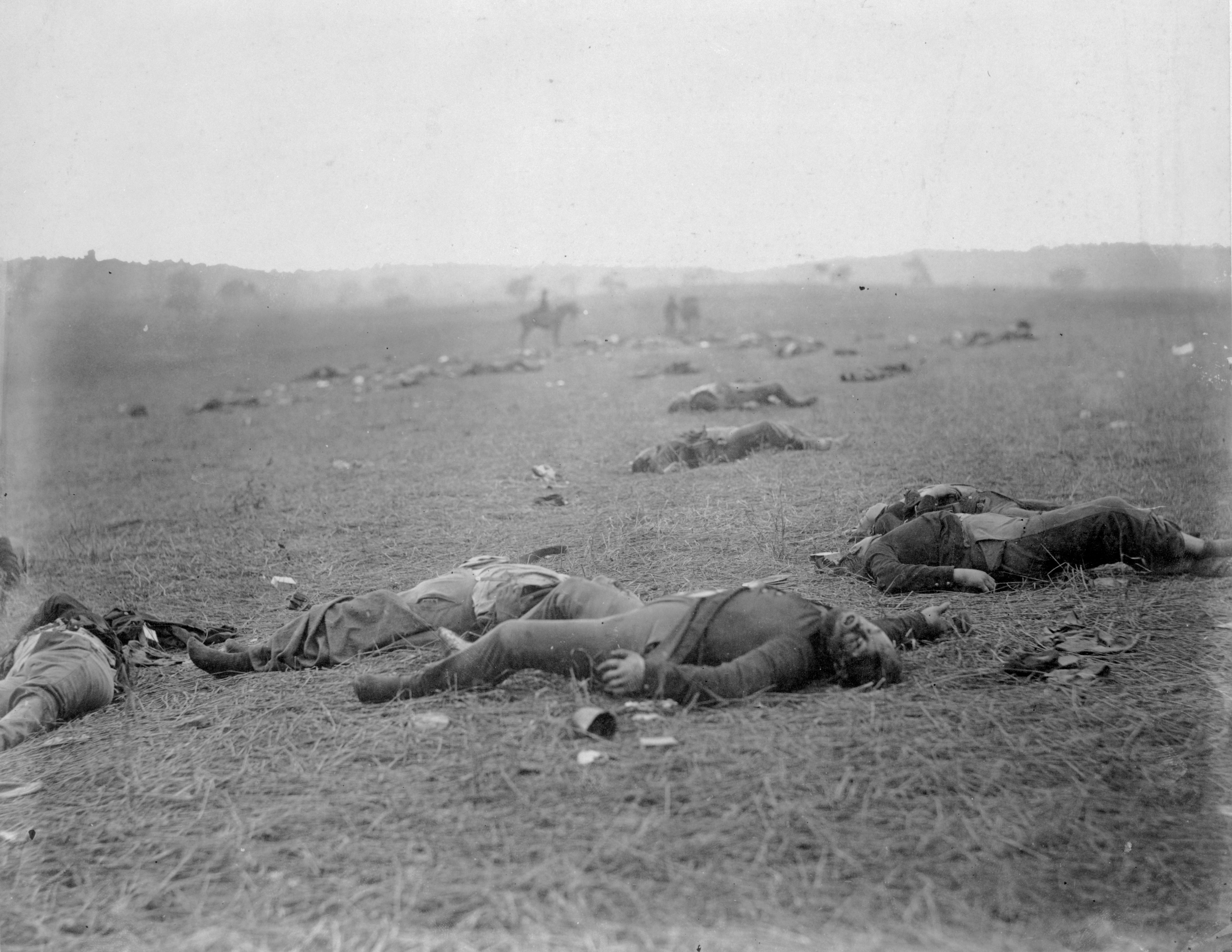
I morti dell'Unione sul campo di Gettysburg, Pennsylvania, fotografati il 5 e 6 luglio 1863 da Timothy O'Sullivan

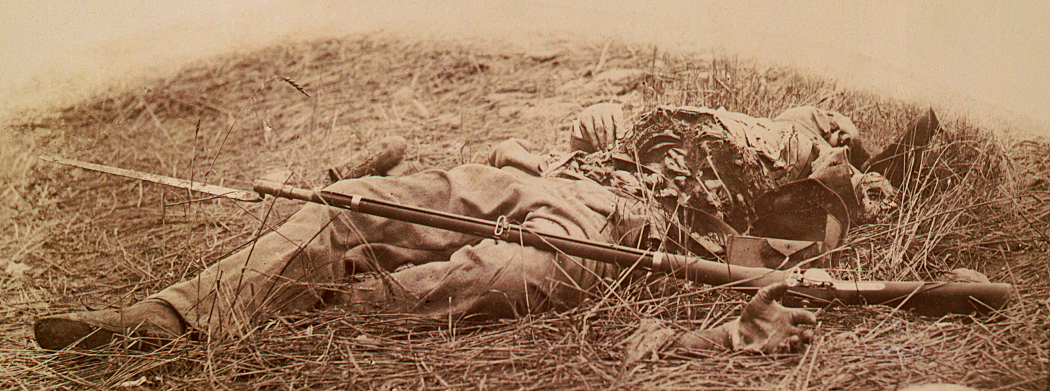
Un soldato unionista caduto in battaglia

Il 5 luglio, sotto una pioggia battente, l'Armata della Virginia Settentrionale lasciò Gettysburg lungo la Hagerstown Road. La battaglia di Gettysburg era conclusa e i Confederati ritornarono in Virginia. L'Armata del Potomac di Meade li seguì, sebbene l'inseguimento fosse quanto meno fiacco.
Il Potomac, gonfio per la pioggia, intrappolò l'esercito di Lee sulla riva nord del fiume, ma nel momento in cui i Federali arrivarono al fiume i Confederati erano già tornati verso la Virginia. Le azioni di retrovia a Falling Waters il 14 luglio conclusero la campagna di Gettysburg e aggiunsero alcuni nomi alla lunga lista di vittime, tra cui il generale Pettigrew, ferito a morte.
Durante tutta la Campagna, apparentemente Lee agì nella convinzione che comunque i suoi uomini fossero praticamente invincibili in uno scontro in campo aperto; le precedenti esperienze, tra cui la grande vittoria di Chancellorsville agli inizi di maggio e la rotta dei Federali a Gettysburg il 1º luglio, sembravano effettivamente confermare questo fermo convincimento del generale confederato.
Agli effetti dannosi di questa eccessiva fiducia si aggiunsero il fatto che l'Armata della Virginia Settentrionale aveva molti comandanti nuovi e inesperti. Né Hill né Ewell, per esempio, sebbene fossero capaci comandanti di divisione, avevano mai comandato un corpo prima.
Inoltre, l'abitudine di Lee di dare ordini operativi di missione ai suoi generali e di lasciare il compito di definire i dettagli tattici ai propri luogotenenti contribuì alla sua successiva sconfitta. Sebbene questo metodo avesse funzionato con Stonewall Jackson, si dimostrò inadeguato con comandanti meno abituati allo stile di comando permissivo di Lee.
Infine, dopo il 1º luglio, i Confederati furono semplicemente incapaci di coordinare i loro attacchi. Lee affrontò un nuovo e più pericoloso avversario, il maggior generale George G. Meade, e l'Armata del Potomac resistette e combatté bene nel proprio territorio. Mentre Gettysburg è spesso citata come il punto di svolta della guerra, in realtà non venne immediatamente considerata in questo modo nel 1863.
Nel Nord non mancò la delusione per la mancata distruzione dell'esercito confederato, mentre tra gli uomini dell'Armata di Lee la battaglia venne inizialmente considerata solo un mancato successo il terzo giorno, dopo due giorni di scontri vittoriosi.
La battaglia di Gettysburg, sebbene non definitiva ai fini della conclusione della guerra, segnò in realtà un chiaro momento di svolta. Le reazioni furono diverse sui due fronti. L'opinione pubblica del Nord fu entusiasta della vittoria e del crollo del mito dell'invincibilità di Lee, anche se presto ci si dovette accorgere che l'esercito confederato non era in rotta e che Meade non era in grado di inseguire ed annientare i sudisti.
A Sud maturò l'idea di una sconfitta non decisiva e lo stesso Lee ritenne che l'invasione della Pennsylvania aveva dato alla Virginia ed alle sue fattorie il tempo di rifiatare e che la sconfitta fosse stata determinata da carenze organizzative dei suoi subalterni, incapaci di eseguire gli ordini stabiliti.
Gli eserciti si spostarono, ma a Gettysburg rimase molto lavoro di pulizia da fare. I due eserciti avevano subito perdite incredibili (si stimano tra 46000 e 51000 vittime tra morti, feriti e dispersi). Più di 7000 soldati erano stati uccisi in campo aperto. Questi corpi, abbandonati al caldo sole estivo, dovevano essere sepolti in fretta. 5000 carcasse di cavallo furono bruciate in un rogo a sud della città; la gente soffrì di violente nausee per l'odore.
I segni della guerra rimasero evidenti a Gettysburg per diversi mesi, anche quando quattro mesi dopo il 19 novembre venne inaugurato il Soldiers' National Cemetery. Durante la cerimonia, il presidente Abraham Lincoln con il suo discorso di Gettysburg riportò il pensiero della nazione allo sforzo della guerra e all'ideale che a Gettysburg nessun soldato, del Nord o del Sud, era morto invano.
Oggi, il Cimitero nazionale di Gettysburg e il Gettysburg National Military Park sono mantenuti dal National Park Service come due dei più importanti centri di interesse nazionale.

## Bilancio
Gettysburg fu la battaglia con il maggior numero di vittime nella guerra civile. La battaglia di Antietam, il culmine della prima invasione di Lee nel Nord, ebbe il maggior numero di vittime in un singolo giorno. Va notato, però, che ad Antietam vi furono 23000 vittime in scontri che durarono dall'alba alla notte. Nel secondo giorno di Gettysburg vi furono circa 20000 vittime in uno scontro di sole poche ore, dalle 16 fino a poco dopo il tramonto.
Il tasso di mortalità al centro degli scontri nel secondo giorno nelle aree di Wheatfield, Little Round Top e Devil's Den è stato estremamente più alto: più di una vittima al secondo.